# Bataques

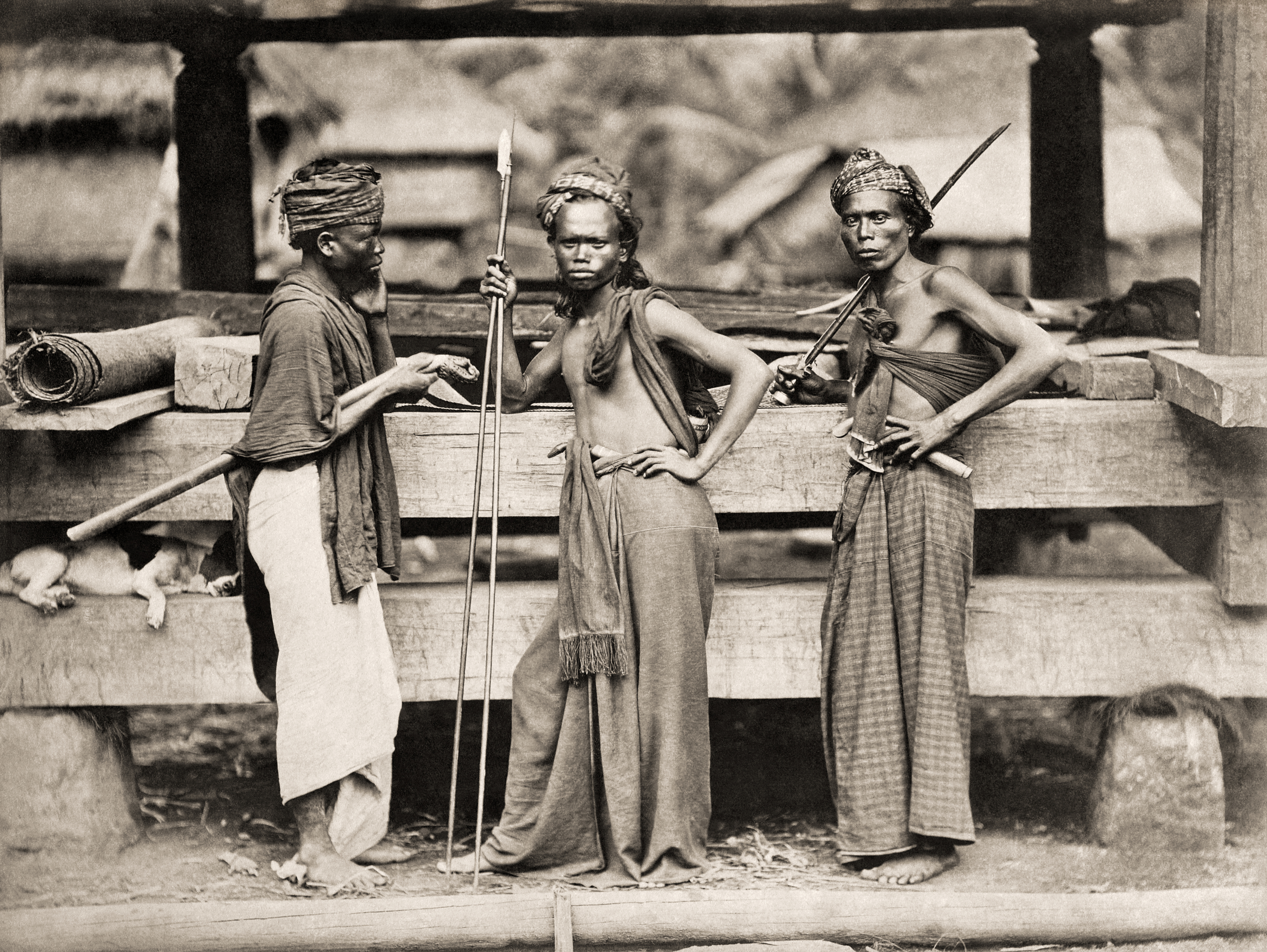
Três guerreiros batak armados com lanças e espadas

Os Batak são um grupo étnico austronésio da Indonésia, que habitam a região central do Norte de Sumatra, em volta do lago Toba.

Os cinco grupos em que se dividem, com culturas e alfabetos próprios, são:

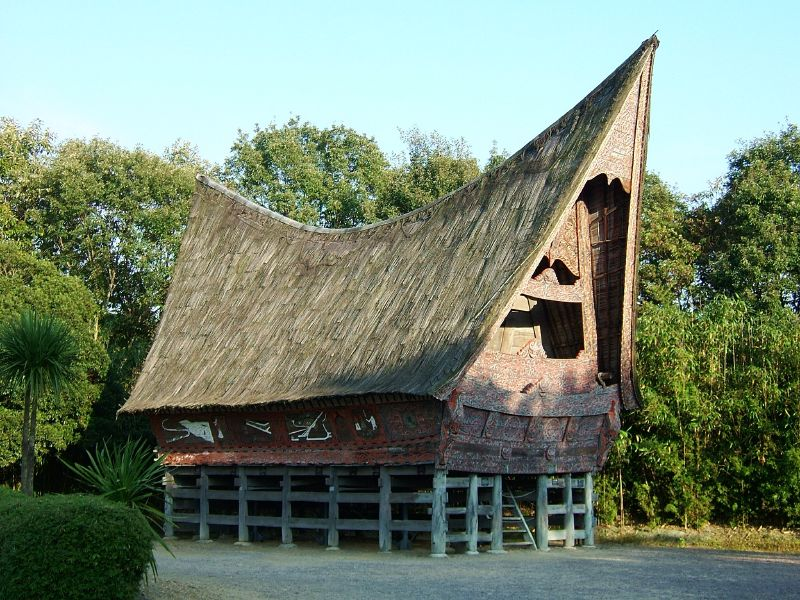
Residência típica dos Batak Toba

1. Batak Toba.
2. Batak Karo.
3. Batak Simalungun.
4. Batak Angkola.
5. Batak Pakpak Dairi